# Put Out the Fire
«Put Out the Fire» (укр. «Припинити вогонь») — пісня британського рок-гурту «Queen» з альбому «Hot Space». Є єдиним «важким» треком альбому, також увійшла до збірки «Queen Rocks». Вийшла як «Б»-сторона синглу «Calling All Girls».

## Про пісню
За словами Браяна Мея, для нього було складно написати гітарне соло для композиції. За його словами, він створив багато різних соло, але жодне з них йому не подобалося. Остаточне соло було написано їм після того, як він повернувся з клубу, де багато випив. Всі були напідпитку, і Мей зацікавився ефектом відлуння, створюваним Райнгольдом Маком за допомогою банок. Мею дуже сподобався цей звук, і він хотів спробувати його застосувати у всіх композиціях альбому, і тоді Мак порадив йому використовувати його для гітарного соло в «Put Out the Fire». Запис пісні пустили на машині, і Мей зіграв соло з цього запису. Саме цей варіант в кінцевому підсумку і потрапив в альбом. Мей сказав, що «навряд чув, як це звучало, але це звучало добре і він був п'яний». Однак і це соло він не вважає вдалим.
На фанатській конвенції в Престатіні була представлена альтернативна версія цієї пісні, вона має дещо відмінну перкусію.
Пісня закликає відмовитися від зброї і показує, до чого може привести її використання непідготовленими громадянами: «They called him a hero In the land of the free But he would not shake my hand boy He disappointed me So I got my handgun And I blew him away That critter was a bad guy I had to make him pay» (в перекладі з англійської — «Вони звали його героєм на землі свободи, але він не захотів потиснути мені руку, він розчарував мене. У мене був мій пістолет, і я розстріляв його: він був поганим хлопцем, і я змусив його заплатити»).

## Музиканти
- Фредді Мерк'юрі — головний і бек-вокал, маракаси
- Браян Мей — гітара, бек-вокал
- Джон Дікон — бас-гітара
- Роджер Тейлор — ударні, бек-вокал, маракаси